# Oncorhynchus chrysogaster
Oncorhynchus chrysogaster és una espècie de peix de la família dels salmònids i de l'ordre dels salmoniformes.

## Hàbitat
Viu en zones d'aigües dolces tropicals.

## Distribució geogràfica
Es troba al nord-oest de Mèxic: Chihuahua i Durango.